# Pink Lake, Goldfields–Esperance
Pink Lake är en sjö i Australien. Den ligger i delstaten Western Australia, omkring 600 kilometer öster om delstatshuvudstaden Perth. Pink Lake ligger 1 meter över havet. Arean är 9,4 kvadratkilometer. Den sträcker sig 3,7 kilometer i nord-sydlig riktning, och 4,5 kilometer i öst-västlig riktning.
Trakten runt Pink Lake består till största delen av jordbruksmark. Trakten runt Pink Lake är nära nog obefolkad, med mindre än två invånare per kvadratkilometer. Genomsnittlig årsnederbörd är 649 millimeter. Den regnigaste månaden är juli, med i genomsnitt 85 mm nederbörd, och den torraste är februari, med 14 mm nederbörd.